# São Pedro da Aldeia (ort)
São Pedro da Aldeia är en ort i Brasilien.   Den ligger i kommunen São Pedro da Aldeia och delstaten Rio de Janeiro, i den sydöstra delen av landet, 1 000 km sydost om huvudstaden Brasília. São Pedro da Aldeia ligger 19 meter över havet och antalet invånare är 55 014. Den ligger vid sjön Lagoa de Araruama.
Terrängen runt São Pedro da Aldeia är platt. Runt São Pedro da Aldeia är det tätbefolkat, med 442 invånare per kvadratkilometer.. Närmaste större samhälle är Cabo Frio, 9,5 km sydost om São Pedro da Aldeia.
Runt São Pedro da Aldeia är det i huvudsak tätbebyggt.